# Léon Walras
Marie-Esprit-Léon Walras va ser un economista matemàtic francès i un Georgista. Formulà la teoria del valor marginal (independentment def William Stanley Jevons i Carl Menger) i va ser pioner en el desenvolupament de la teoria de l'equilibri general

## Biografia

Théorie mathématique de la richesse sociale, 1883

Walras era fill d'Auguste Walras que encara que no era un economista professional influí en el seu fill.
Walras treballà en École des Mines de Paris i altres treballs abans de dedicar-se a l'economia. Walras va ser nomenat professor d'economia política a la Universitat de Lausana.
Walras proposà la nacionalització de la terra.
Augustin Cournot i el racionalisme també l'influí.

## Obres principals
- Leon Walras (1899). Éléments d'économie politique pure (1899, 4th ed.; 1926, éd. définitive), in English, Elements of Pure Economics (1954), trans. William Jaffé.
- Francis Saveur, 1858.
- "De la propriété intellectuelle", 1859, Journal des économistes.
- L'économie politique et la justice; Examen critique et réfutation des doctrines économiques de M. P.J. Proudhon précédes d'une introduction à l'étude de la question sociale, 1860.
- "Paradoxes économiques I", 1860, Journal des économistes.
- "Théorie critique de l'impôt", 1861.
- De l'impôt dans le Canton de Vaud, 1861.
- Les associations populaires de consommation, de production et de crédit, 1865.
- "La bourse et le crédit", 1867, Paris Guide.
- Recherche de l'idéal social, 1868.
- "Principe d'une théorie mathématique de l'échange", 1874, Journal des économistes.
- Éléments d'économie politique pure, ou théorie de la richesse sociale (Elements of Pure Economics, or the theory of social wealth, transl. W. Jaffé), 1874. (1899, 4th ed.; 1926, rev ed., 1954, Engl. transl.)
- "Correspondance entre M. Jevons, professeur a Manchester, et M. Walras, professeur a Lausanne", 1874, Journal des économistes.
- "Un nuovo ramo della matematica. Dell' applicazione delle matematiche all' economia politica", 1876, Giornale degli economisti.
- Théorie mathématique de la richesse sociale, 1883.
- "Notice autobiographique de Léon Walras", 1893.
- Études d'économie sociale; Théorie de la répartition de la richesse sociale, 1896.
- Études d'économie politique appliquée; Théorie de la production de la richesse sociale, 1898.
- "Théorie du crédit", 1898, Revue d'économie politique.
- "Sur les équations de la circulation", 1899, Giornale degli economisti
- "Cournot et l'Économique Mathématique", 1905, Gazette de Lausanne.
- "La Paix par la Justice Sociale et le Libre Échange", 1907, Questions Pratiques de Legislation Ouvrière.
- L'état et le chemin de fer.
- "Le Noble Walrus"
- "Leone Walras, Autobiografia", 1908, Giornale degli Economisti.
- "Un initiateur en économie politique, A.A. Walras", 1908, La Revue du Mois.
- "Économique et méchanique", 1909, Bulletin de la Societe Vaudoise de Sciences Naturelles
- Correspondence of Léon Walras and related papers (ed. by William Jaffé, 3 vols.), 1965.